# Conjunt de cases del segle XVIII
El Conjunt de cases del segle XVIII és una obra barroca de Cardedeu (Vallès Oriental) inclosa a l'Inventari del Patrimoni Arquitectònic de Catalunya.

## Descripció
Conjunt de cases de tipologia entre mitgeres de les quals tan sols resta en bo o mitjà estat les façanes. L'interior i la teulada són totalment ruïnosos.
Elements destacables: façanes planes, portes d'entrada d'arc pla i arc escarser, totes amb amples dovelles. Finestres d'arc pla i dues balconeres.
Els materials emprats són: arrebossat a les façanes i pedra granítica als llindars i portes d'entrada.

## Història
Encara que no sabem res d'aquestes cases, en el plànol de l'any 1777 trobat a l'arxiu de la Corona d'Aragó, ens permet veure la xarxa de construccions que hi havia en aquest moment a Cardedeu, i en el qual es troben dibuixades algunes d'aquestes cases.
En les cases dels extrems trobem aquestes inscripcions: "17 *IHS* 96", "1724".
Diu Balvey que el carrer de sobre, avui carrer Hospital, continuà creixent en el segle xviii i dona com a exemple dues cases de les que aquí tractem. En el plànol de 1777 es veuen algunes, altres es deurien construir cap a la fi del segle, seguin la pauta d'un creixement agrícola important i un desenvolupament de la indústria tèxtil.